# Pointe-à-Pitre
Pointe-à-Pitre is een Franse gemeente in het departement Guadeloupe. De stad is de hoofdstad van het eiland Grande-Terre. De inwoners van Point-à-Pitre worden pointois genoemd. Het ligt ongeveer 34 km ten noordoosten van Basse-Terre. De luchthaven Pointe-à-Pitre Le Raizet bevindt zich ten noorden van de stad.

## Geschiedenis
Pointe-à-Pitre bevindt zich in een voormalig moerasgebied dat rijk aan vissoorten was. Er zijn sporen aangetroffen van een inheemse bewoning in de 10e eeuw. In 1736 werd de stad gesticht aan de oostelijke oever van de Saléerivier. Het werd oorspronkelijk Morne Renfermé genoemd. De huidige naam refereert waarschijnlijk naar de visser Pitre. In 1780 werd de stad door brand verwoest. In 1835 werd het getroffen door een aardbeving. Desalniettemin ontwikkelde Pointe-à-Pitre zich als de belangrijkste haven en stad van Guadeloupe.
In 1906 werd de eerste brug over de Saléerivier gebouwd en werden de eilanden Basse-Terre en Grande-Terre met elkaar verbonden. Van 25 tot 27 mei 1967 vond er een staking plaats in Pointe-à-Pitre. De staking werd met veel geweld onderdrukt, en er vielen 8 doden. In 1978 werd de historische binnenstad een beschermd stadsgezicht, maar de vele flatgebouwen en het drukke verkeer maken het niet tot een aantrekkelijke stad.

## Mémorial ACTe
Mémorial ACTe is een museum over de slavernij. Het museum is in 2015 opgericht en bevindt zich op de voormalige locatie van Darboussier, de grootste suikerfabriek van de Franse Antillen. Het museum is een onderdeel van het slavenrouteproject van UNESCO. Het bevat zes zalen waarin een overzicht wordt gegeven van de geschiedenis van de slavenhandel. Een zevende zaal is gereserveerd voor diverse tentoonstellingen.

## Place de la Victoire
Place de la Victoire is het oudste plein van Pointe-à-Pitre. Het was opgericht ter ere van de verdrijving van de Britten uit Guadeloupe in 1794 door Victor Hugues. Het plein is aangekleed met palmbomen en fonteinen, en wordt vaak gebruikt voor culturele manifestaties. In 1995 werd een agora, een Griekse marktplaats, toegevoegd aan het plein. Op het plein bevinden zich bustes van de voormalige gouverneurs Charles Victor Frébault en Félix Éboué, de eerste persoon van Afrikaanse oorsprong die tot gouverneur van een Franse kolonie werd benoemd.

## Sint-Petrus-en-Pauluskerk

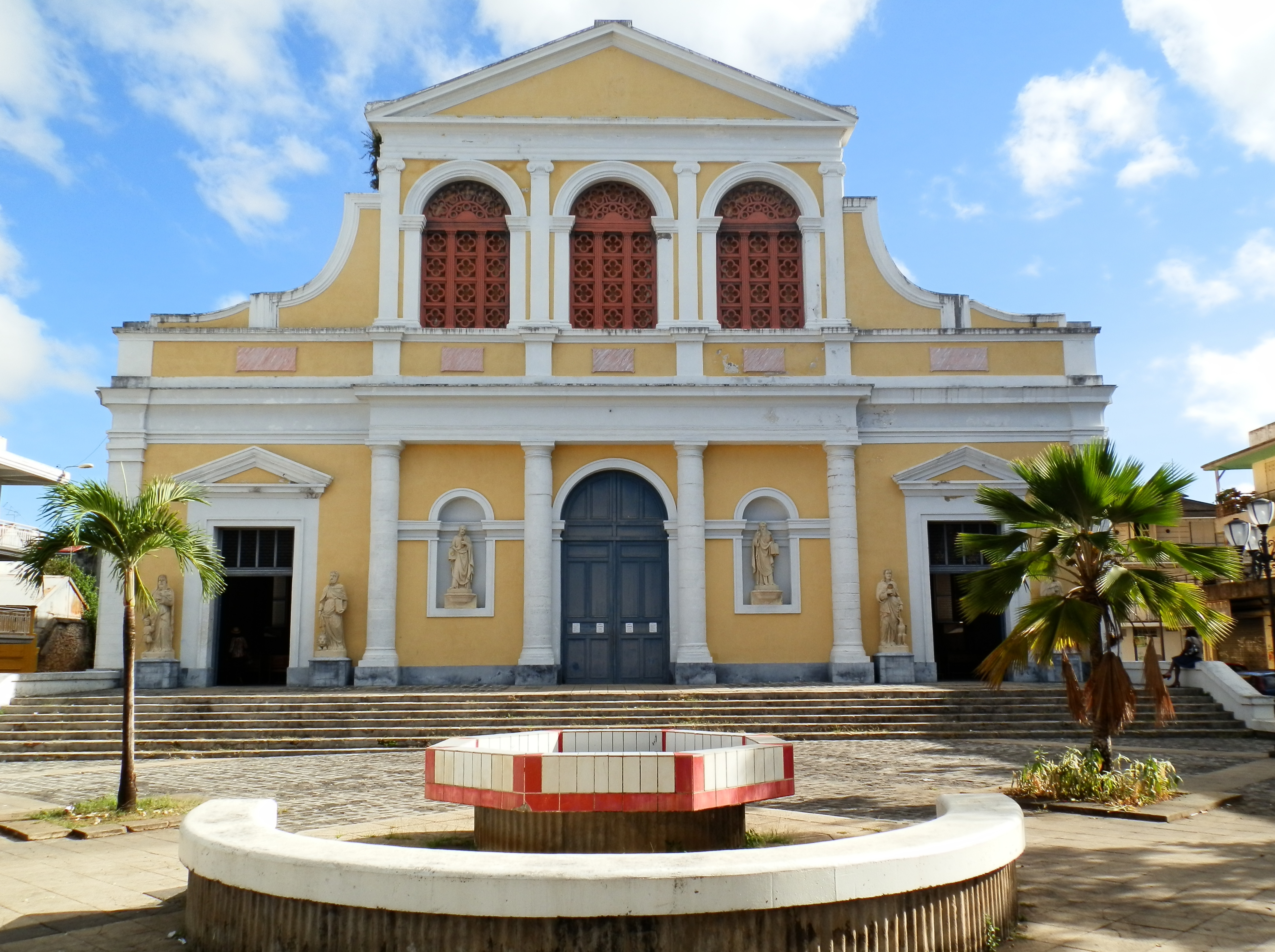
Sint-Petrus-en-Pauluskerk

De Sint-Petrus-en-Pauluskerk is de voormalige rooms-katholieke kathedraal van Pointe-à-Pitre. De kerk was in 1807 gebouwd, maar werd verwoest tijdens de aardbeving van 1843. Het werd herbouwd en in 1867 gerenoveerd. Door het atelier van Gustave Eiffel werd een ijzeren structuur aan de kerk toegevoegd om het te beschermen tegen aardbevingen. In 1951 werden bisdommen van Basse-Terre en Pointe-à-Pitre samengevoegd tot bisdom Basse-Terre et Pointe-à-Pitre, en verloor de kerk de status van kathedraal.

## Geboren
- Saint-John Perse (1887-1975), schrijver en laureaat van de Nobelprijs voor Literatuur (1960)
- Ady Fidelin (1915-2004), fotomodel
- Maryse Condé (1934-2024), schrijfster
- Joëlle Ursull (1960), zangeres
- Laura Flessel-Colovic (1971), voormalig minister en schermster
- Bernard Lambourde (1971), voetballer
- Lilian Thuram (1972), voetballer
- Didier Dinart (1977), handballer
- Franck Grandel (1978), voetballer
- Yohann Gène (1981), wielrenner
- Stéphane Zubar (1986), voetballer
- Yannick Borel (1988), schermer
- Loïc Nestor (1989), voetballer
- Dimitri Kevin Cavare (1995), voetballer

## Overleden
- Jean-Baptiste Gourbeyre (1786 -1845), admiraal en gouverneur
- Louis Avril (1807-1878), parlementslid

## Galerij

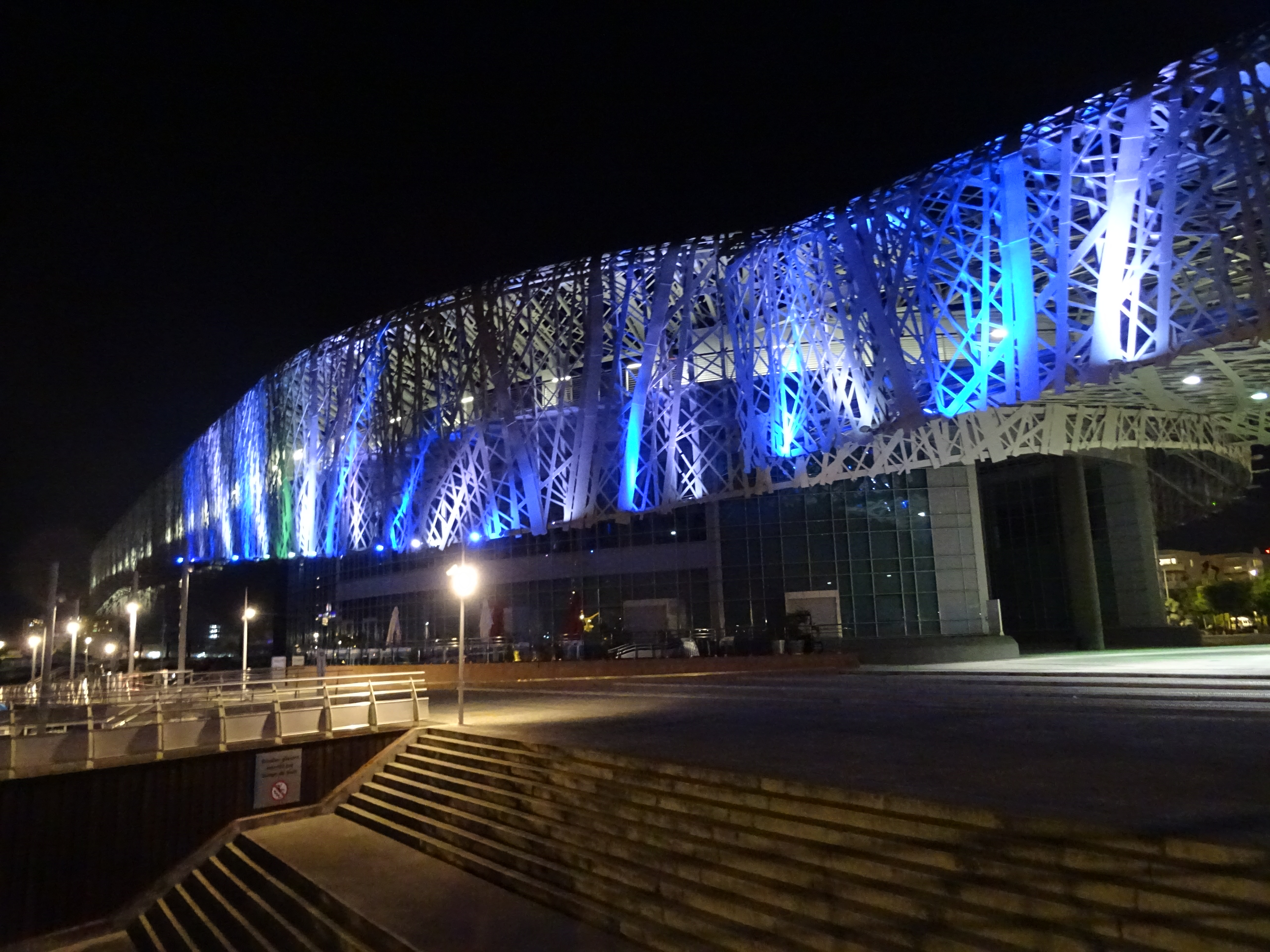
Museum Mémorial ACTe
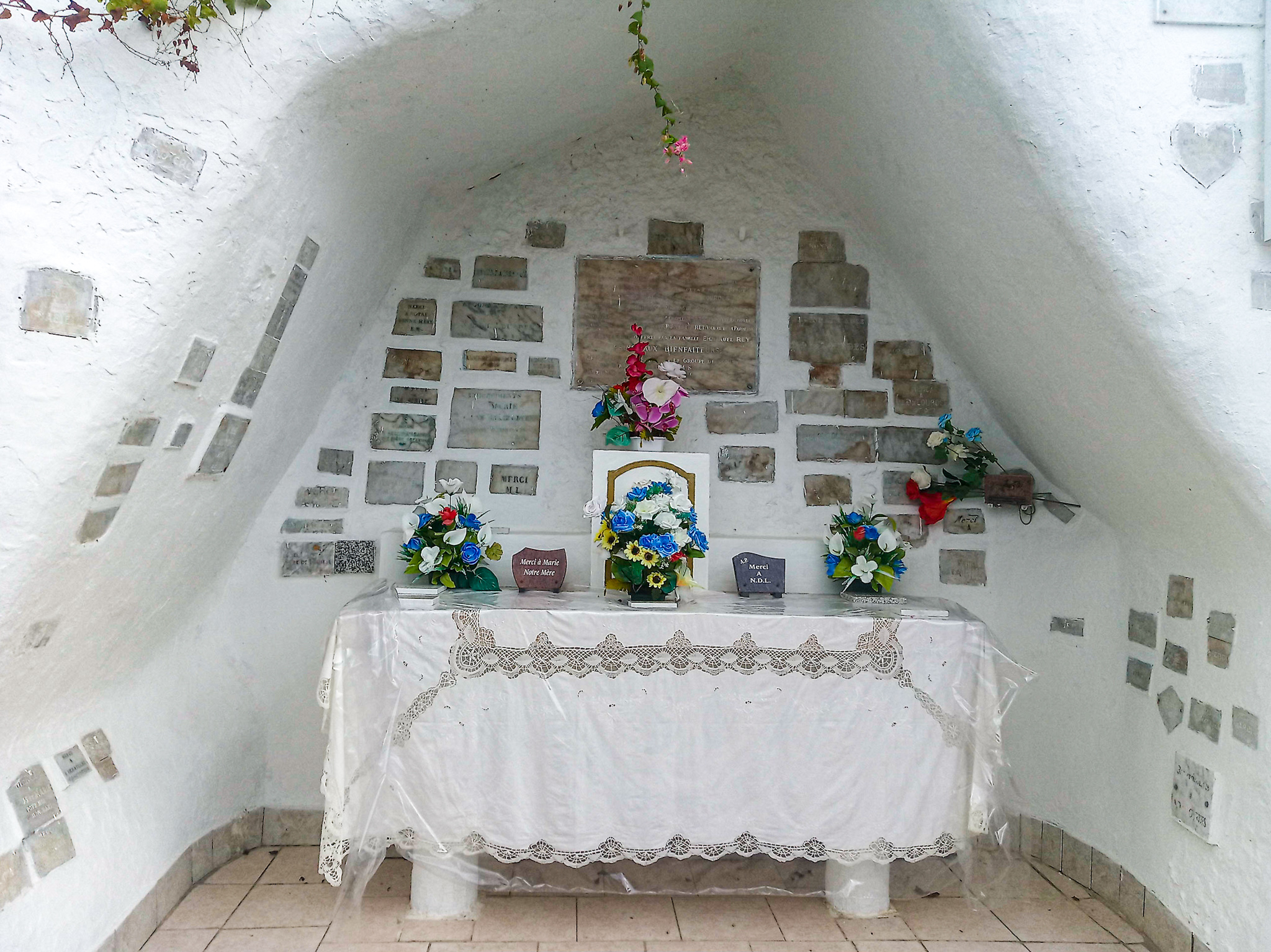
Grot van Massabielle
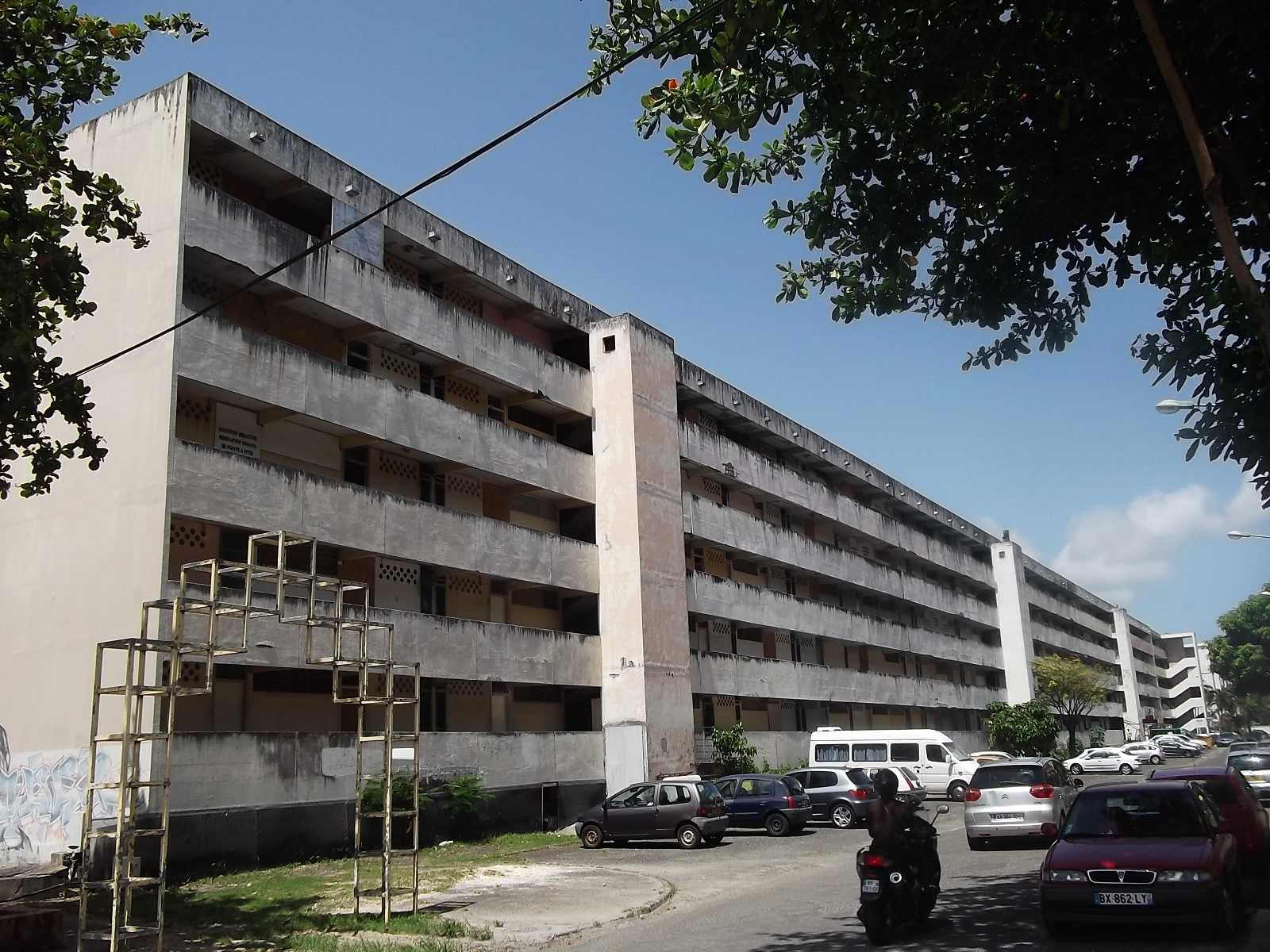
Flatgebouw in Pointe-à-Pitre
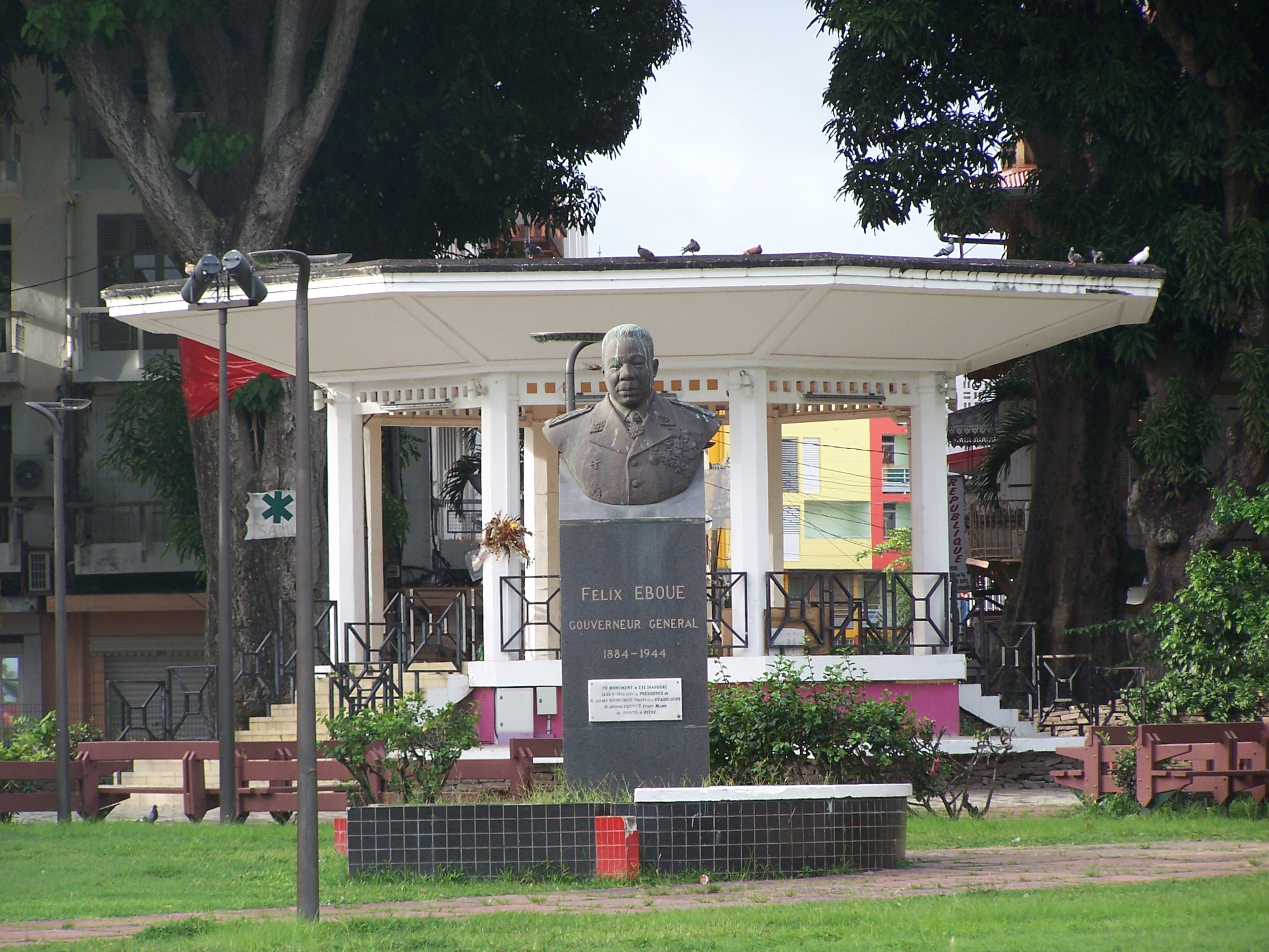
Place de la Victorie met buste van Félix Éboué

- Biblioteca Nacional de España: XX6068556
- Bibliothèque nationale de France: cb118760713 (data)
- Gemeinsame Normdatei: 4116015-0
- International Standard Name Identifier: 0000 0001 2375 6722
- Library of Congress Control Number: n80066884
- MusicBrainz: 9765e3e0-cc3e-4c1d-960c-fb817c3364e6
- National Archives and Records Administration: 10037258
- Nationale Bibliotheek van Israël: 987007550314005171
- Système universitaire de documentation: 026529890
- Virtual International Authority File: 312740411

Les Abymes · Anse-Bertrand · Baie-Mahault · Baillif · Basse-Terre · Bouillante · Capesterre-Belle-Eau · Capesterre-de-Marie-Galante · Deshaies · La Désirade · Le Gosier · Gourbeyre · Goyave · Grand-Bourg · Lamentin · Morne-à-l'Eau · Le Moule · Petit-Bourg · Petit-Canal · Pointe-à-Pitre · Pointe-Noire · Port-Louis · Saint-Claude · Sainte-Anne · Sainte-Rose · Saint-François · Saint-Louis · Terre-de-Bas · Terre-de-Haut · Trois-Rivières · Vieux-Fort · Vieux-Habitants